# Vinduesplads
Vinduesplads er en dokumentarfilm instrueret og efter manuskript af Jens Ravn fra 1967.

## Handling
Man kan også køre i sporvogn for sin fornøjelses skyld, især når man er pensionist og har tid nok: Nogle gamle mennesker i København, kører i sporvogn på deres pensionistkort for at få tiden til at gå. Filmen tegner et nænsomt og lidt vemodigt billede af denne måske noget paradoksale rejselyst og sætter den i modsætning til det øvrige travle hverdagsliv i og udenfor sporvognen.